# Liste des nécropoles royales

## Algérie
- Mausolée royal de Maurétanie, nécropole des anciens rois de Maurétanie
- Mausolée royal des Djeddar, nécropole des anciens rois du Ouarsenis.
- Medracen, nécropole des anciens rois de la Numidie.

## Allemagne

Cathédrale de Berlin

- Cathédrale Notre-Dame-de-l'Assomption-et-Saint-Étienne à Spire, tombes de huit empereurs et rois allemands.
- Cathédrale de Berlin à Berlin, nécropole des rois de Prusse.
- Église Saint-Michel de Munich, nécropole des rois de Bavière
- Église des Théatins à Munich, nécropole des rois de Bavière
- Cathédrale Notre-Dame à Munich, nécropole des rois de Bavière
- Cathédrale de la Sainte-Trinité de Dresde, nécropole des rois de Saxe
- Chapelle du château de Ludwigsbourg, nécropole des rois de Wurtemberg
- Chapelle funéraire près du château de Karlsruhe, nécropole des grands ducs de Bade
- Chapelle funéraire dans le parc de Rosenhöhe à Darmstadt, nécropole des grands ducs de Hesse
- Collégiale Saint-Arnual de Sarrebruck, nécropole des princes de Nassau.
- Chapelle de Gertrudefriedenhof à Oldenbourg, nécropole des grands-ducs d'Oldenbourg
- Église du Saint-Esprit de Heidelberg, nécropole des comtes palatins du Rhin et tombeau de Robert Iᵉʳ du Saint-Empire et d'Élisabeth de Hohenzollern-Nuremberg.

## Arabie saoudite
- Cimetière de Al Oud à Riyad

## Autriche
- Crypte des Capucins à Vienne

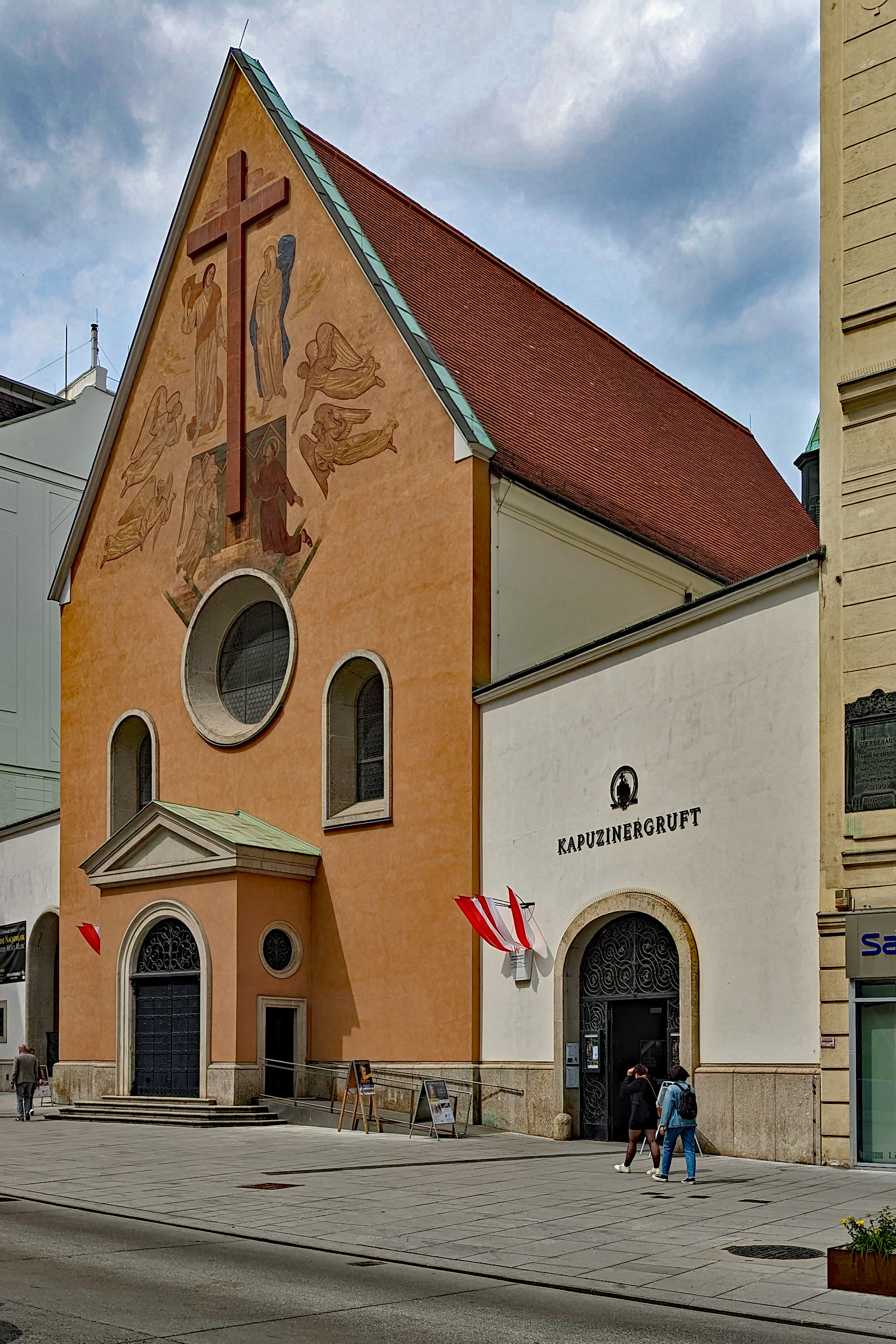
Nécropole des Habsbourg d'Autriche en l'Église des capucins à Vienne

- Mausolée de l'empereur Ferdinand II à Graz

## Belgique

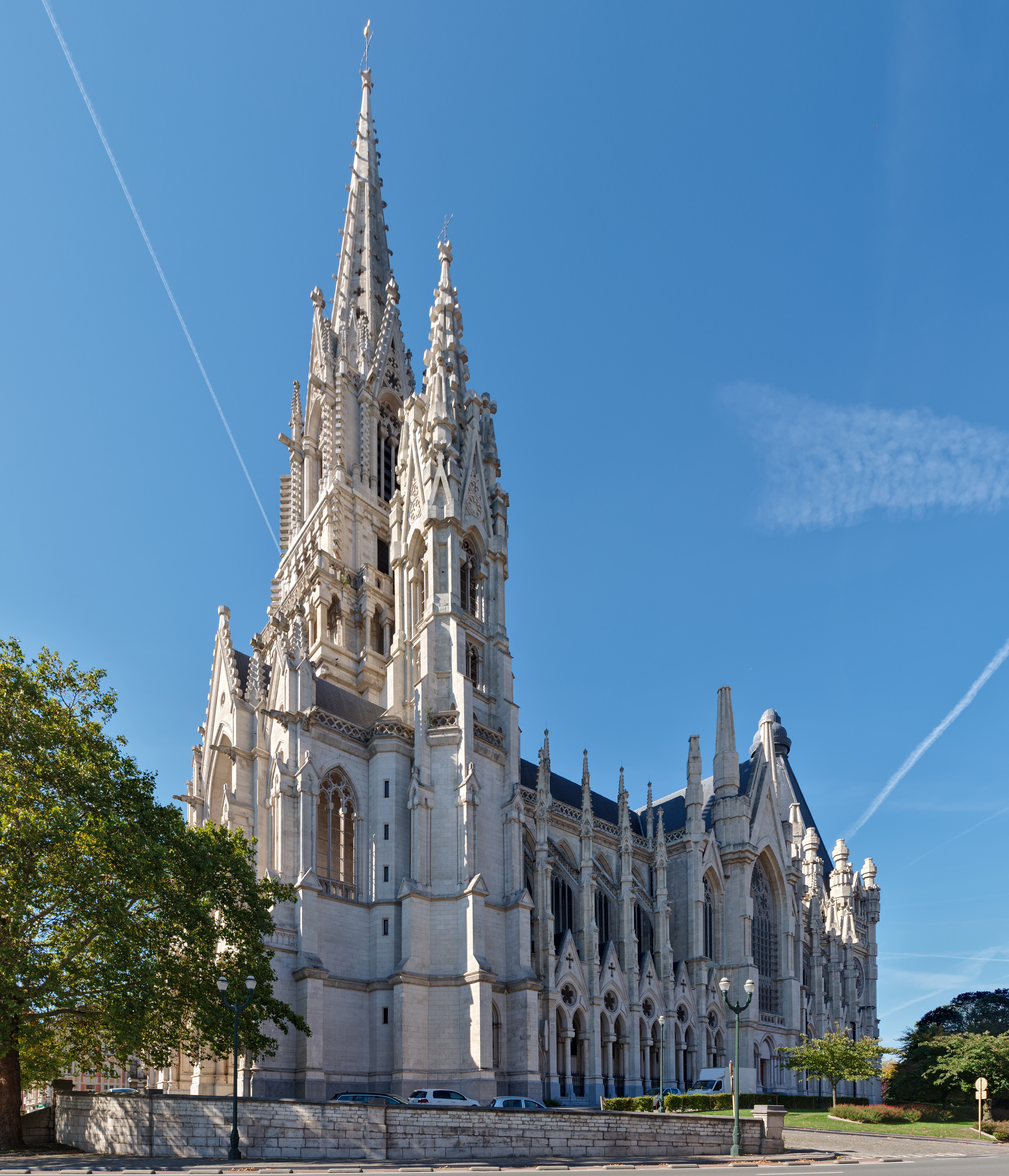
L'église Notre-Dame de Laeken, lieu de sépulture des souverains belges.

- Crypte royale de l'église Notre-Dame de Laeken
- Cathédrale Saints-Michel-et-Gudule de Bruxelles (tombe d'Isabelle-Claire-Eugénie d'Autriche et Albert d'Autriche)
- Collégiale Saint-Pierre de Louvain (tombe d'Henri Ier de Brabant)
- Église Saint-Jean-l'Évangéliste de Tervueren (les tombes d'Antoine de Brabant, Jean IV de Brabant et Philippe de Saint-Pol se trouvaient dans cette église mais furent détruites lors de troubles religieux.)
- Collégiale Sainte-Waudru de Mons
- Collégiale Saint-Jean l'Évangéliste de Liège
- Église Notre-Dame de Bruges

## Brésil
- Monument de l'Ipiranga
- Cathédrale de Petrópolis

## Bulgarie
- Monastère de Rila (tombeau de Boris III)

## Chine
- Mausolée de l'empereur Qin (près de la ville de Xi'an)
- Tombes impériales des dynasties Ming et Qing
  - Tombeau Xiaoling situé à Nankin, il est le tombeau du premier empereur Ming Hongwu
  - Tombeaux des Ming situé à Changping près de Pékin, où treize des seize empereurs Ming sont enterrés
  - Tombeaux Est des Qing
  - Tombeaux Ouest des Qing

## Corée
- Tombes royales de la dynastie Joseon, locations variées dans la Corée du Sud (et deux dans la Corée du Nord)

## Danemark

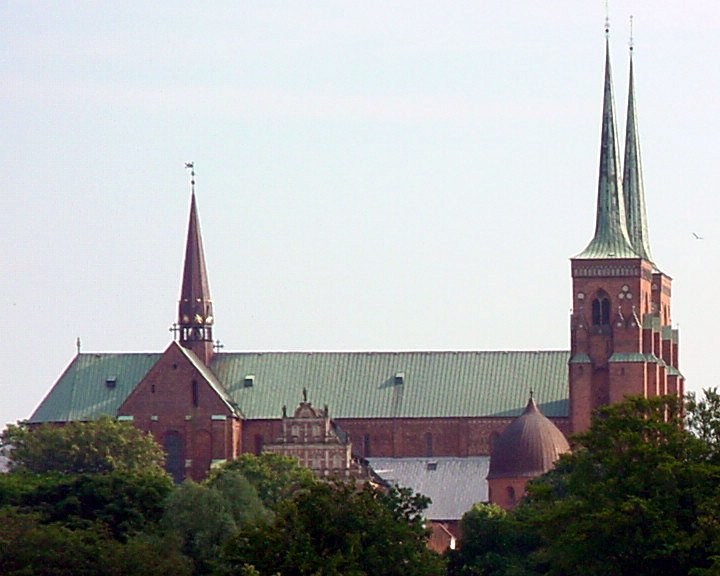
Cathédrale de Roskilde

- Cathédrale de Roskilde
- Église Saint-Bendt à Ringsted
- Cathédrale Saint-Knud d'Odense

## Égypte
- Pyramides nubiennes
- Pyramides d'Égypte
- Tombeaux de la vallée des Rois
- Vallée des Reines
- Tombes royales de Tell el-Amarna
- Nécropole royale de Tanis
- Mosquée Mohammed Ali au Caire
- Mosquée Al-Rifa'i au Caire

## Espagne
- L'Escurial, nécropole des rois et infants d'Espagne.
- Monastère de las Huelgas de Burgos, nécropole des rois de Castille
- Monastère de Ripoll, nécropole des comtes souverains de Barcelone
- Abbaye de Poblet, nécropole des souverains de la couronne d'Aragon
- Monastère Saint-Jean de la Peña, nécropole des rois d'Aragon
- Monastère des Déchaussées royales, nécropole de la maison de Bourbon
- Chartreuse Santa María de Miraflores à Burgos, nécropole de quelques rois de Castille
- Basilique Saint-Isidore de León, panthéon des rois de Léon
- Abbaye San Salvador de Leyre, nécropole des rois de Navarre
- Monastère Santa María la Real de Nájera, nécropole de quelques rois de Navarre
- Cathédrale Sainte-Marie de Pampelune, nécropole de quelques rois de Navarre
- Cathédrale Notre-Dame du Siège de Séville
- Chapelle royale de Grenade, nécropole des Rois catholiques et de leur famille
- Monastère de San Salvador de Oña (Burgos)
- Église de San Pedro el Viejo, à Huesca
- Cathédrale Sainte-Marie de Tolède

## Éthiopie
- Cathédrale de la Sainte-Trinité d'Addis-Abeba (tombeau d'Haïlé Sélassié Ier)
- Mausolée de Ba'eta Le Mariam à Addis-Abeba (tombeau de Menelik II)

## France

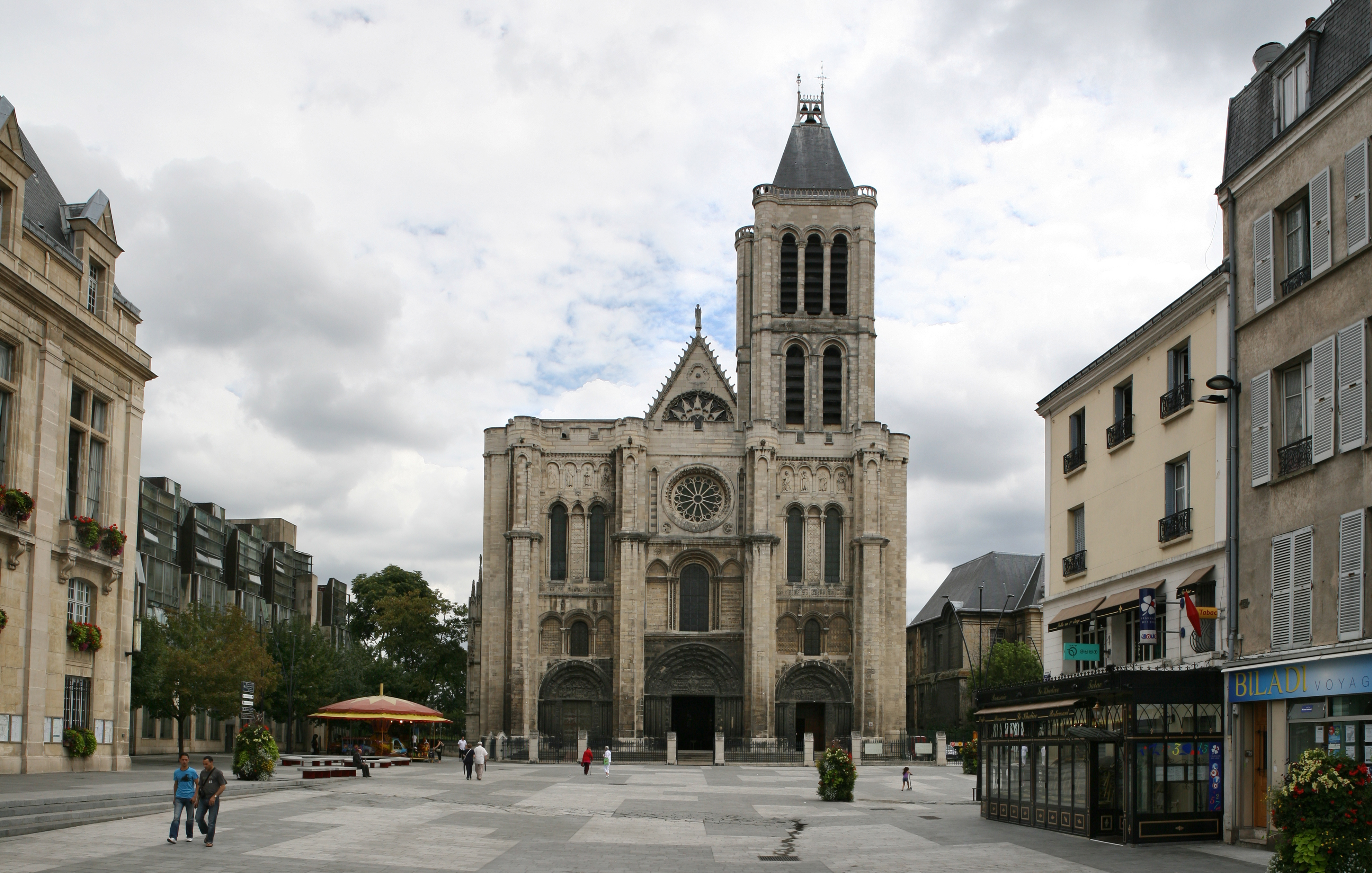
Nécropole royale de la basilique de Saint-Denis

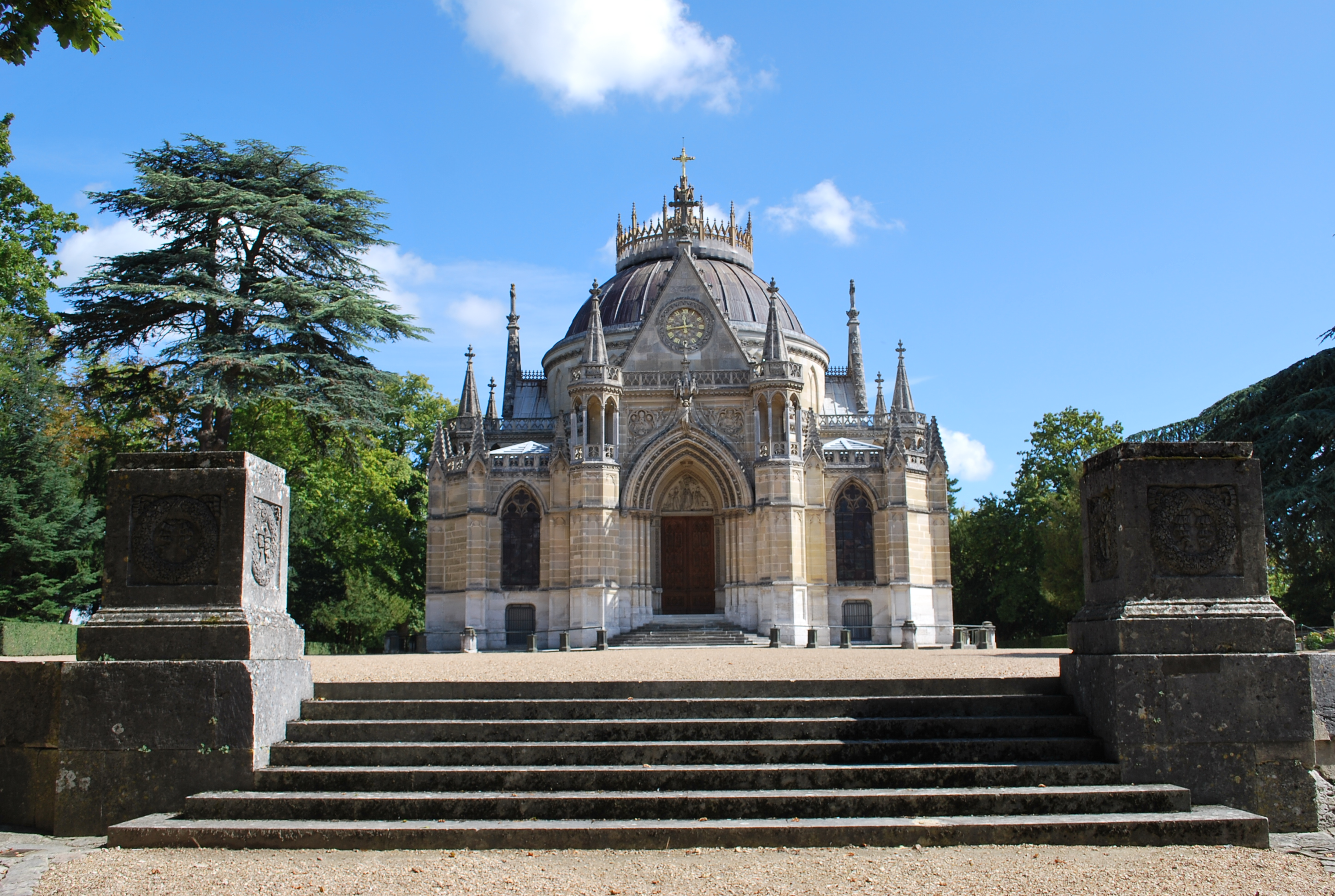
Chapelle royale de Dreux, nécropole de la maison d'Orléans.

- Nécropole royale de la basilique de Saint-Denis, toutes les dynasties depuis Dagobert Ier.
- Hôtel des Invalides à Paris (tombeaux de Napoléon Ier, Napoléon II, Joseph Bonaparte, Jérôme Bonaparte, de son épouse Catherine de Wurtemberg et de leur fils Jérôme Napoléon Charles Bonaparte).
- Chapelle royale de Dreux, nécropole de la maison d'Orléans.
- Abbaye de Saint-Germain-des-Prés à Paris, nécropole des Mérovingiens.
- Église Sainte-Radegonde de Poitiers (tombeau de Sainte Radegonde de Poitiers).
- Abbaye de Saint-Benoît-sur-Loire (tombeau de Philippe Ier).
- Abbaye aux Hommes de Caen (tombeau de Guillaume le Conquérant)
- Abbaye aux Dames de Caen (tombeau de Mathilde de Flandre)
- Basilique Notre-Dame de Cléry (tombeaux de Louis XI et de son épouse Charlotte de Savoie).
- Cathédrale Saint-Gatien de Tours (tombeaux de Charles-Orland de France et de son frère Charles, enfants de Charles VIII et d'Anne de Bretagne).
- Cathédrale Saint-Étienne de Sens (tombeau de Louis de France et de Marie-Josèphe de Saxe, couple delphinal et parents de Louis XVI, Louis XVIII et Charles X).
- Église Saint-Pierre-Saint-Paul de Rueil-Malmaison (tombeaux de Joséphine de Beauharnais et de sa fille Hortense de Beauharnais).
- Abbaye Notre-Dame de Fontevraud, nécropole des Plantagenêts, rois d'Angleterre.
- Cathédrale Saint-Maurice d'Angers (tombeaux de René d'Anjou et de sa famille proche).
- Cathédrale Saint-Pierre-et-Saint-Paul de Nantes (tombeau de François II de Bretagne et de Marguerite de Foix, parents d'Anne de Bretagne).
- Cathédrale Notre-Dame-de-l'Assomption de Lescar, nécropole des rois de Navarre de la maison d'Albret.
- Abbaye d'Hautecombe, nécropole de la maison de Savoie (tombeaux d'Humbert II et de son épouse Marie-José de Belgique).
- Église des Cordeliers de Nancy, nécropole de la maison de Lorraine.
- Monastère royal de Brou (tombeau de Marguerite d'Autriche et Philibert II, duc de Savoie).
- Église Notre-Dame-de-Bonsecours de Nancy (tombeaux de Stanislas Leszczynski, de son épouse Catherine Opalinska et monument du cœur de Marie Leszczynska).
- Cathédrale Saint-Louis de Blois (tombeau d'Anna Jabłonowska, mère de Stanislas Leszczyński).
- Église Saint-Maurice de Lille (tombeau des entrailles de Charles-Ferdinand d'Artois).
- Abbaye de l'Épau (tombeau de Bérengère de Navarre, épouse de Richard Iᵉʳ Cœur de Lion).

## Grèce
- Nécropole royale de Tatoï
- Nécropole royale d'Aigai à Vergina, Philippe II.

## Hongrie
- Basilique de Székesfehérvár

## Irak
- Tombes royales d'Ur[1]

## Iran
- Shah-Abdol-Azim à Ray, Téhéran
- Sanctuaire de Fatima Masoumeh à Qom

## Italie
- Mausolée d'Auguste

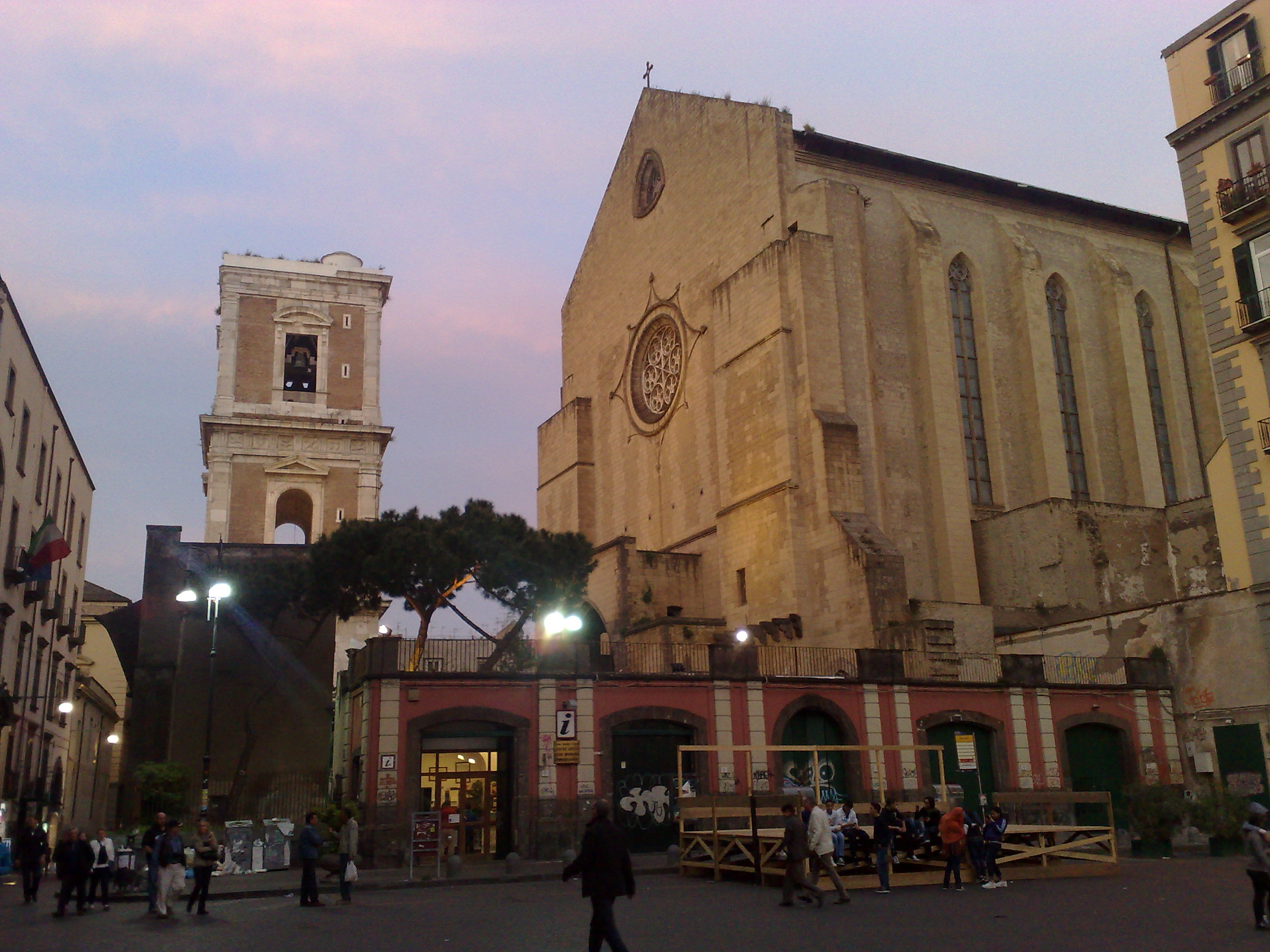
Basilique Santa Chiara de Naples, nécropole de la maison des Deux-Siciles

- Mausolée d'Hadrien regroupant les cendres des empereurs romains d'Hadrien à Caracalla
- Mausolée de Maxence
- Mausolée de Théodoric
- Panthéon de Rome (tombeaux de Victor-Emmanuel II, d'Humbert Ier et de Marguerite de Savoie)
- Cathédrale de Palerme
- Cathédrale de Monreale
- Cathédrale Sant'Agata de Catane
- Église San Domenico Maggiore
- Basilique de Superga à Turin, nécropole de la maison de Savoie
- Basilique Santa Chiara de Naples, nécropole de la maison de Bourbon-Siciles
- Cathédrale Notre-Dame-de-l'Assomption de Pise (tombeau d'Henri VII de Luxembourg)
- Chapelles des Médicis, nécropole de la maison des Médicis
- Église Ognissanti de Florence (tombe de Caroline Bonaparte, sœur de Napoléon Ier)
- Sanctuaire de Vicoforte (tombeaux de Victor-Emmanuel III et de Hélène de Monténégro)

## Japon
- Temple de Sennyū-ji à Kyoto
- Cimetière impérial Musashi à l'ouest de Tokyo

## Jordanie
- Mausolée royal du palais Raghdan, à Amman

## Liechtenstein
- Château de Valtice, République tchèque
- Cathédrale Saint-Florin de Vaduz (tombeau de François-Joseph II)

## Lituanie
- Église de l'Assomption à Maišiagala (tombeau du grand duc Olgierd)
- Cathédrale de Vilnius

## Luxembourg
- Cathédrale Notre-Dame de Luxembourg

## Maroc
- Mausolée Mohammed-V à Rabat

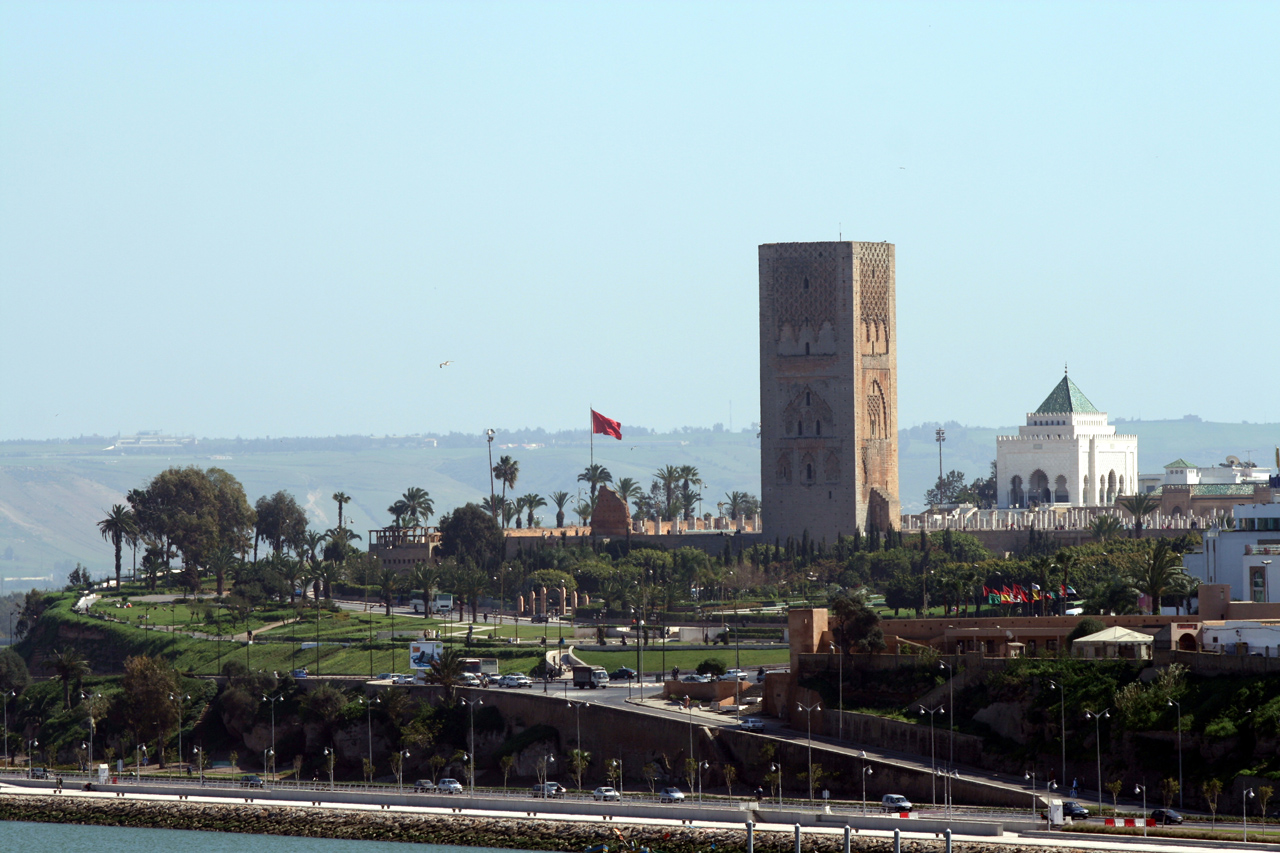
La tour Hassan et le mausolée Mohammed V

- Mausolée d'al Mutamid ibn Abbad à Aghmat, roi de Séville. Construit en 1970.
- Mausolée d'Idriss II à Fès, deuxième sultan du Maroc.
- Mausolée de Youssef ben Tachfine à Marrakech, sultan almoravide, construit en 1957.
- Tombeaux saadiens à Marrakech.
- Mausolée de Moulay Ismaïl à Meknès, sultan chérifien.
- Mausolée d'Idriss Ier à Moulay Driss Zerhoun, premier sultan du Maroc.
- Nécropole mérinide de Chellah à Rabat
- Tombeau de Moulay Ali Chérif à Rissani, Tafilalet, fondateur de la dynastie alaouite.

## Monaco
- Cathédrale Notre-Dame-Immaculée de Monaco
- Chapelle de la Paix

## Norvège
- Citadelle d'Akershus à Oslo
- Tombeau de saint Olaf à la cathédrale de Nidaros, Trondheim.

## Pays-Bas
- Nouvelle Église à Delft

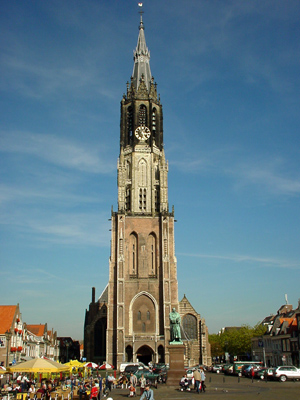
Nouvelle Église à Delft

- Huis Doorn (Mausolée de Guillaume II)

## Pologne
- Cathédrale du Wawel à Cracovie
- Cathédrale à Płock
- Basilique-archicathédrale Saint-Pierre-et-Paul à Poznań

## Portugal
- Abbaye d'Alcobaça à Alcobaça.

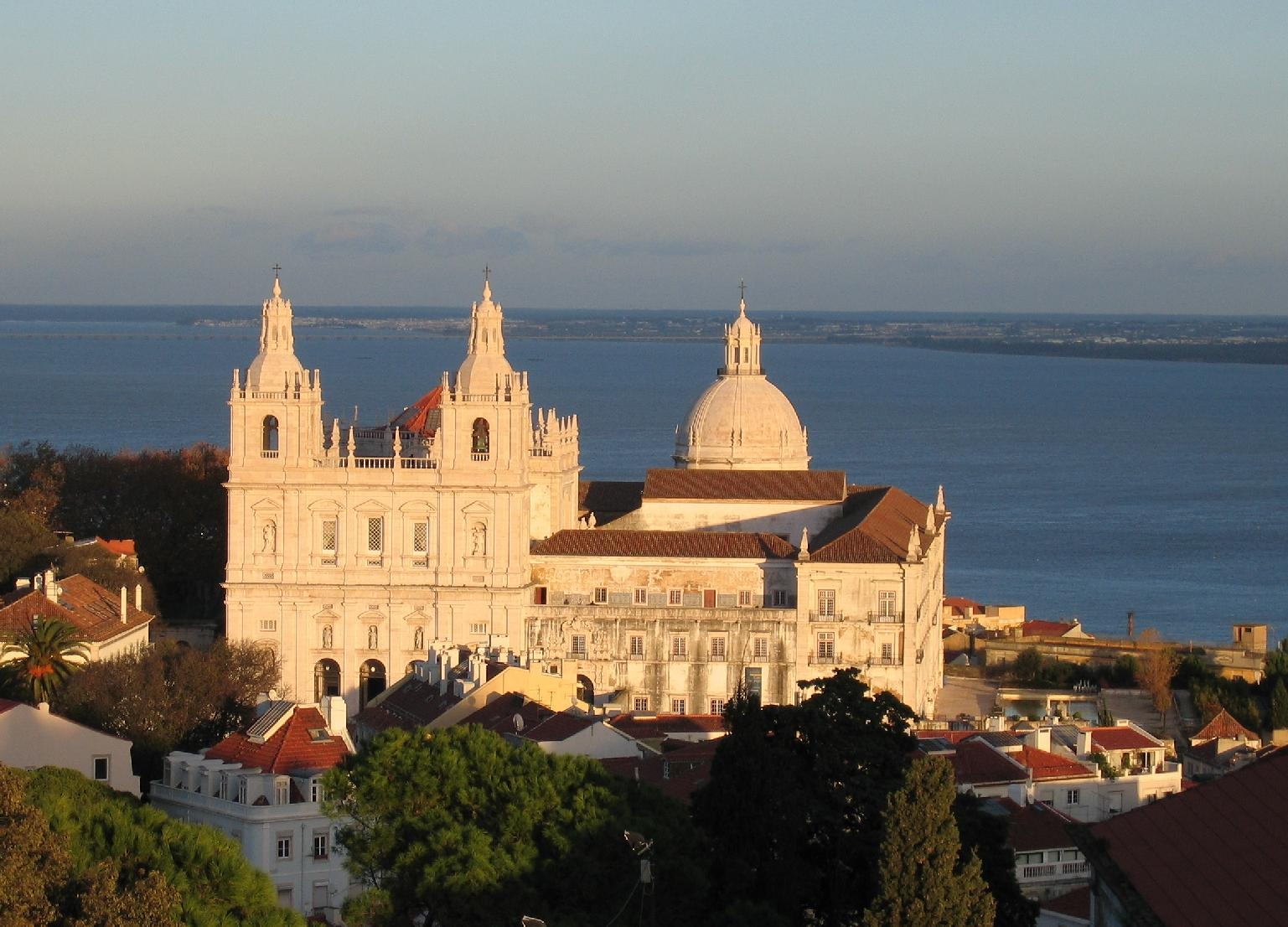
Monastère de Saint-Vincent de Fora où se trouve le panthéon des Bragance

- Monastère de la Sainte-Croix de Coïmbre à Coimbra
- Monastère de Saint-Denis à Odivelas (tombeau de Denis Ier de Portugal)
- Cathédrale Santa Maria Maior à Lisbonne (tombeaux d'Alphonse IV (roi de Portugal) et de son épouse Béatrice de Castille)
- Couvent des Carmes à Lisbonne (tombeau de Ferdinand Ier)
- Monastère de Batalha à Batalha
- Monastère des Hiéronymites à Lisbonne
- Panthéon royal des Bragance à Lisbonne
- Basilique d'Estrela à Lisbonne (tombeau de Marie Ire)
- Église Nossa Senhora do Monte de Funchal (tombeau de Charles Ier (empereur d'Autriche))

## Roumanie
- Monastère de Curtea de Argeş

## Royaume-Uni
- Abbaye de Westminster à Londres
- Chapelle Saint-Georges à Windsor

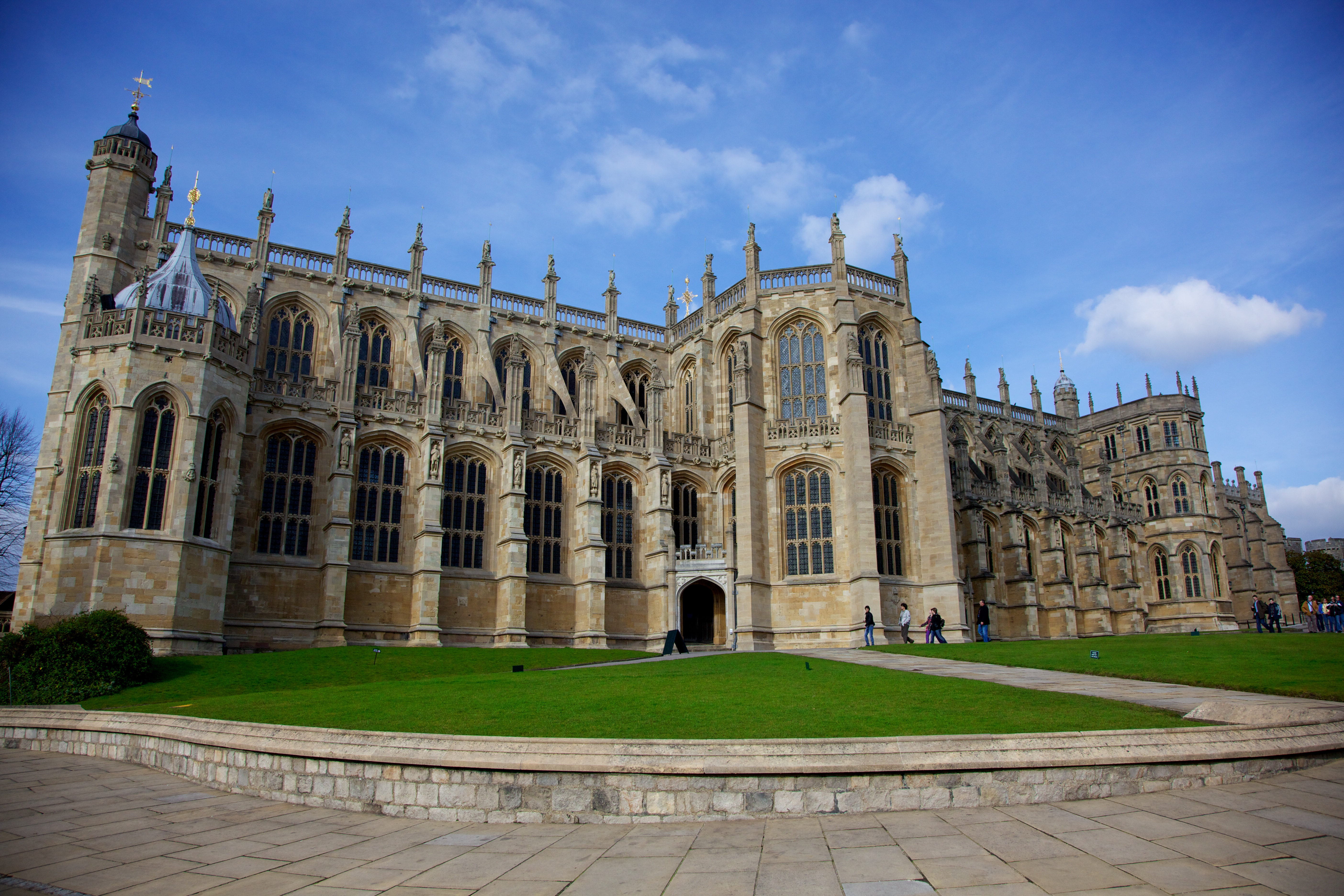
Chapelle Saint-Georges

- Cimetière royal de Frogmore à Windsor
- Cathédrale de Worcester (tombeau de Jean d'Angleterre)
- Cathédrale de Gloucester (tombeau d'Édouard II)
- Cathédrale de Leicester (tombeau de Richard III)
- Cathédrale de Canterbury (tombeau d'Henri IV)
- Cathédrale de Winchester, nécropole des rois antiques d'Angleterre
- Abbaye de Bury St Edmunds, tombeau de saint Edmond d'Est-Anglie
- Abbaye de Dunfermline, nécropole de quelques souverains écossais
- Holyrood Abbey à Édimbourg, nécropole de quelques souverains écossais
- Abbaye d'Arbroath (tombeau de Guillaume Ier)
- Abbaye de Scone (tombeau de Robert II)
- Abbaye de Paisley (tombeau de Robert III)
- Abbaye de Cambuskenneth (tombeau de Jacques III)
- Abbaye Saint-Michel de Farnborough (tombeaux de Napoléon III, de l'Impératrice Eugénie et du Prince Impérial)

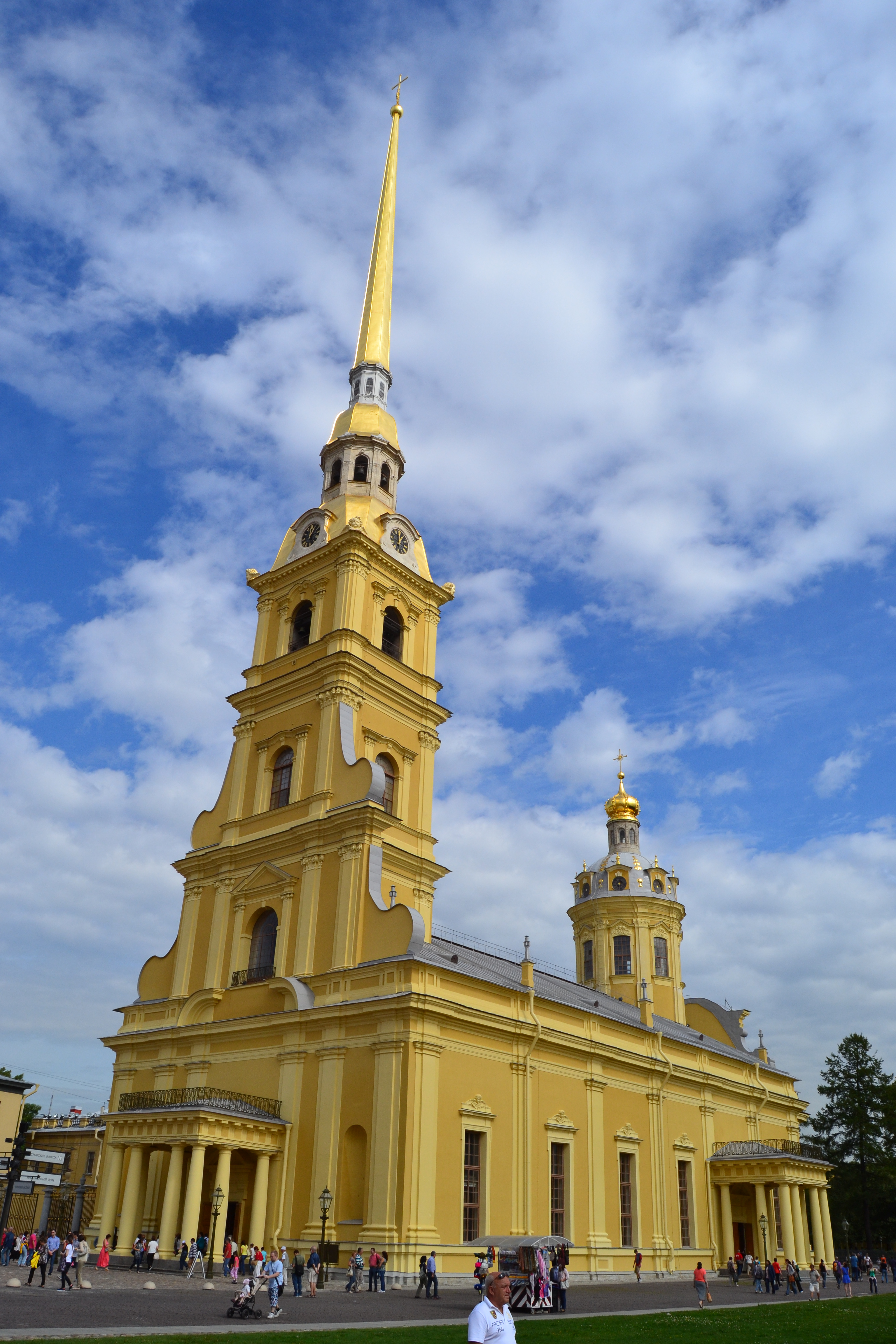
Cathédrale Pierre-et-Paul

## Russie
- Cathédrale de l'Archange-Saint-Michel de Moscou
- Mausolée de Serguiev Possad (tombeau de Boris Godounov)
- Cathédrale de la Dormition de Vladimir (tombeaux des grands ducs de Vladimir)
- Cathédrale Pierre-et-Paul de Saint-Pétersbourg
- Mausolée grand-ducal de Saint-Pétersbourg

## Serbie
- Mausolée royal d'Oplenac

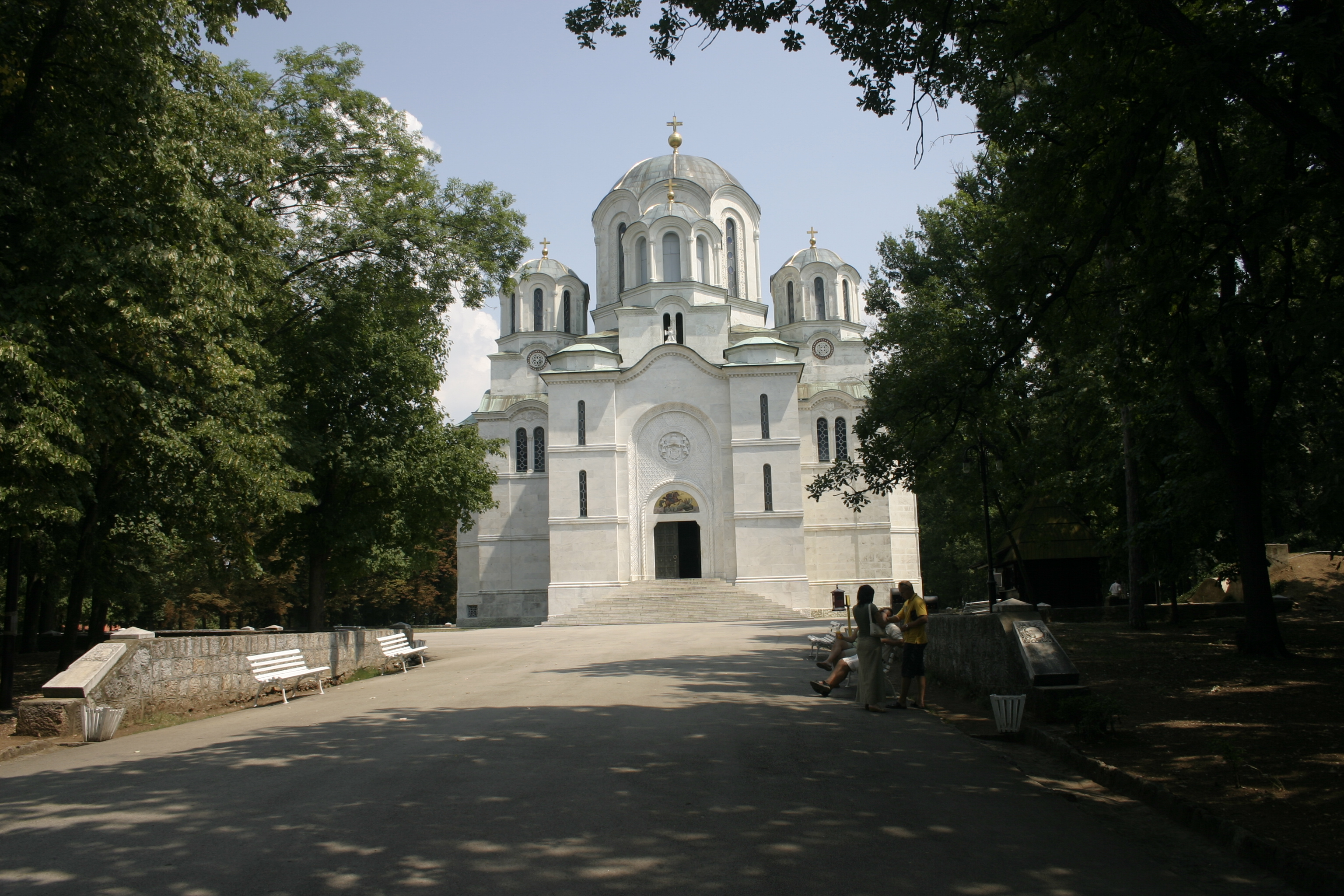
Mausolée royal d'Oplenac

- Cathédrale Saint-Michel de Belgrade (tombeaux de Miloš Ier Obrenović et de Michel III Obrenović)
- Église Saint-Marc de Belgrade (tombes de Milan Obrenović II, d'Alexandre Ier de Serbie et de son épouse Draga Mašin)
- Monastère de Krušedol à Krušedol Selo (tombes de Milan Ier de Serbie et de la princesse Ljubica Vukomanovic, épouse de Miloš Ier Obrenović)

## Slovénie
- Couvent de Kostanjevica à Nova Gorica, nécropole en exil des derniers Bourbons descendant de Louis XV, notamment le roi Charles X, son fils le comte de Marnes et son petit-fils le comte de Chambord et sa nièce la comtesse de Marnes, fille de Louis XVI et Marie-Antoinette.

## Suède
- Cathédrale d'Uppsala
- Cathédrale de Västerås
- Cathédrale de Strängnäs

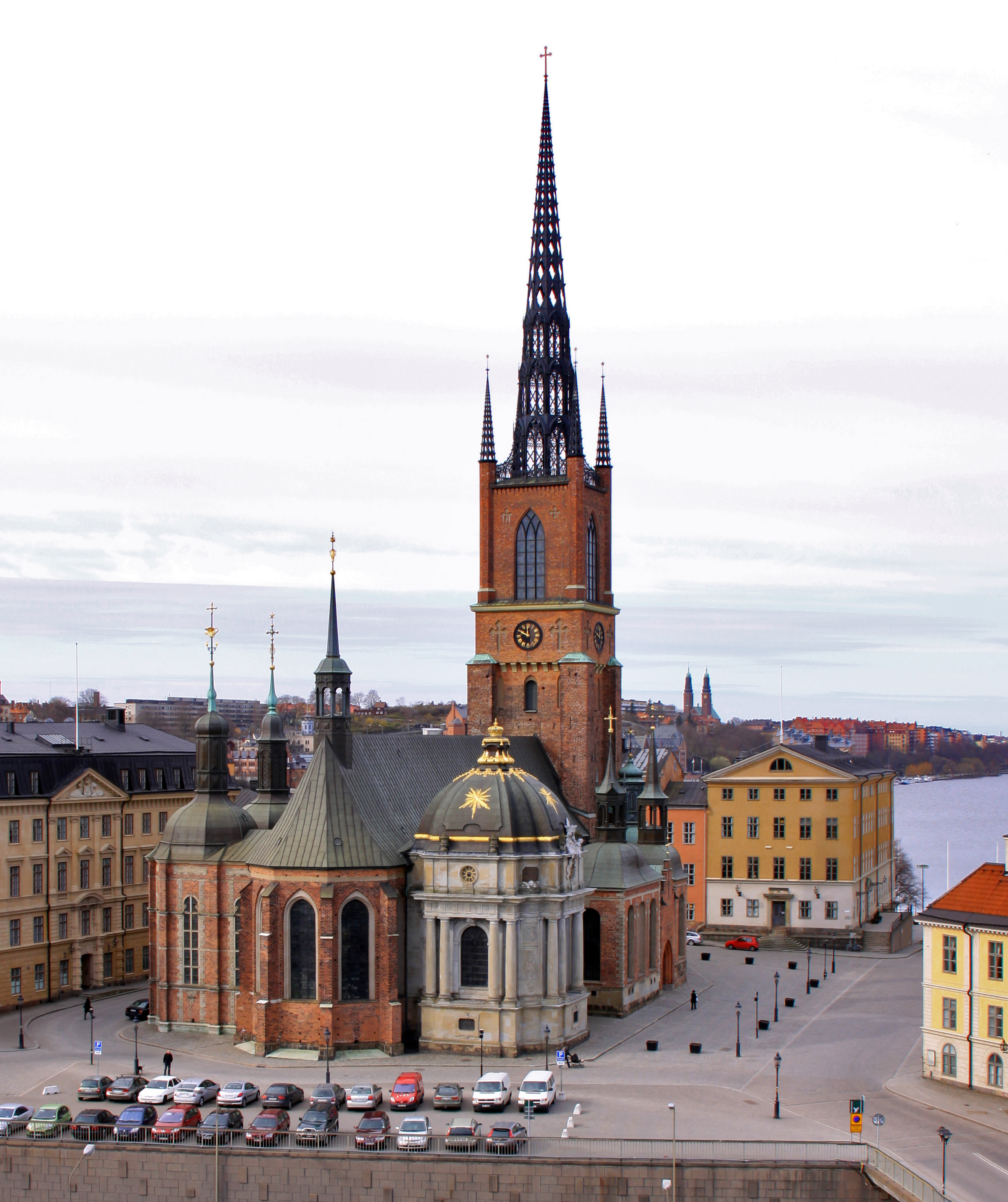
Église de Riddarholmen à Stockholm

- Église de Riddarholmen à Stockholm
- Cimetière royal d'Haga à Solna

## Tchéquie
- Cathédrale Saint-Guy de Prague.
- Basilique Saint-Georges de Prague.
- Couvent des Minimes de Vranov, famille régnante du Liechtenstein.

## Thaïlande
- Ho Phra That Montien et Phra Thinang Chakri Maha Prasat, deux temples dans le Grand Palais de Bangkok, cendres des souverains thaïlandais de la dynastie Chakri

## Tunisie
- Tourbet El Bey à Tunis

## Turquie
- Mosquée Süleymaniye à Istanbul (tombeaux de Soliman Ier le Magnifique, de Soliman II et d'Ahmet II)
- Mosquée neuve à Istanbul (tombeaux de Mehmed IV, de Mustafa II, d'Ahmet III, de Mahmud Ier, d'Osman III et de Murad V)
- Sainte-Sophie à Istanbul (tombeaux de Selim II, de Murad III, de Mehmed III, de Mustafa Ier et d'Ibrahim Ier)
- Mosquée bleue à Istanbul (tombeaux d'Ahmet Ier, d'Osman II et de Murad IV)
- Bursa (tombeaux des premiers sultans ottomans : Osman Ier, Orhan Ier, Murad Ier, Bayezid Ier, Mehmed Ier et Murad II)
- Mosquée Fetihye à Istanbul, site de l'église des Saints-Apôtres, nécropole impériale de 330 à 1453.

## Vatican

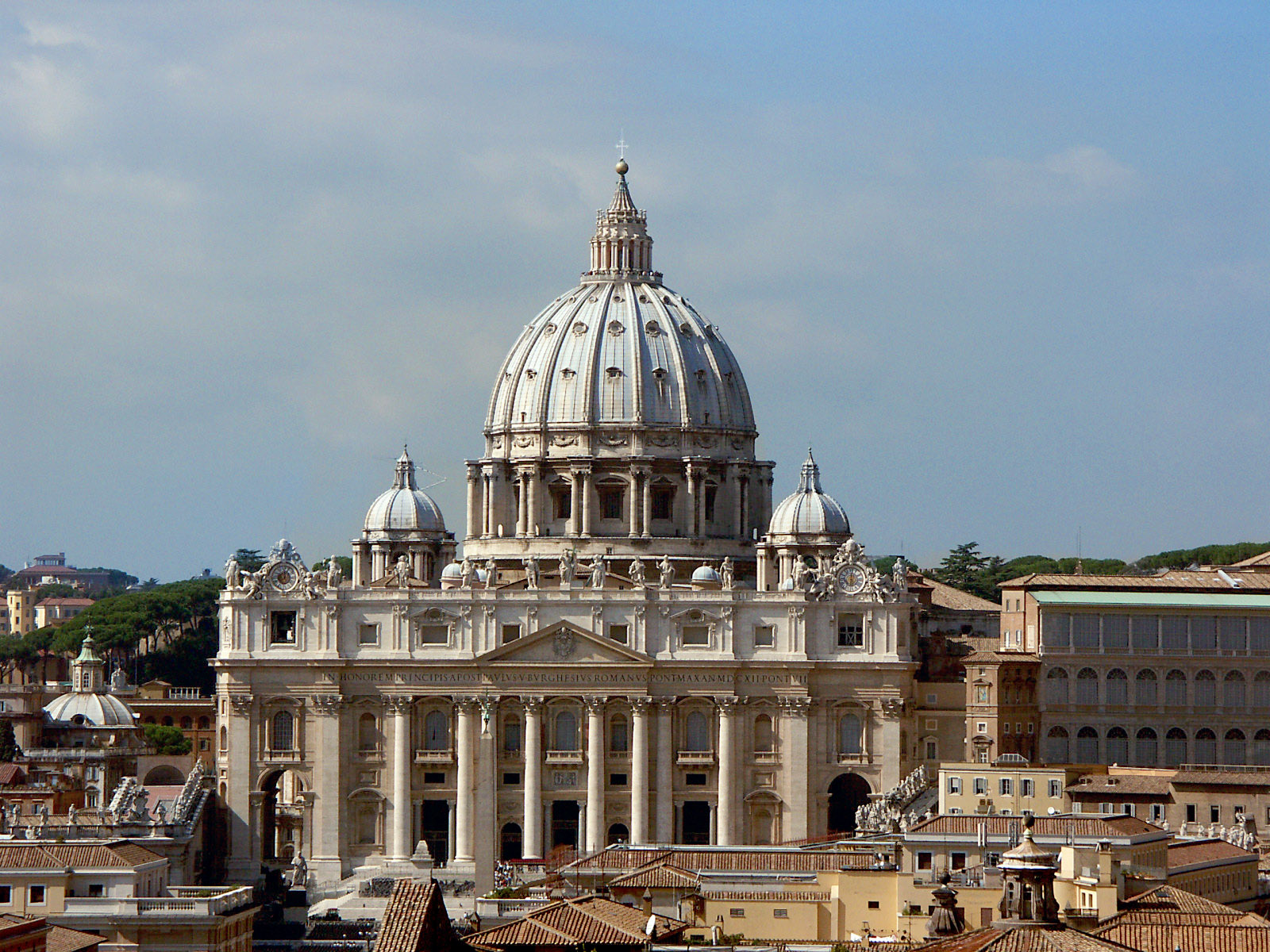
Basilique Saint-Pierre de Rome

- Nécropole Papale de la Basilique Saint-Pierre
- Liste des nécropoles papales hors Basilique Saint-Pierre

## Viêt Nam
- Mausolées de la ville de Hué